# María Jristoforidu
María Jristoforidu –en griego, Μαρία Χριστοφορίδου– (12 de agosto de 1964) es una deportista griega que compitió en halterofilia.
Ganó seis medallas en el Campeonato Mundial de Halterofilia entre los años 1988 y 1996, y nueve medallas en el Campeonato Europeo de Halterofilia entre los años 1988 y 1998.

## Palmarés internacional
| Campeonato Mundial | Campeonato Mundial              | Campeonato Mundial | Campeonato Mundial |
| Año                | Lugar                           | Medalla            | Categoría          |
| ------------------ | ------------------------------- | ------------------ | ------------------ |
| 1988               | Yakarta (Indonesia)             | Medalla de plata   | 60 kg              |
| 1990               | Sarajevo (Yugoslavia)           | Medalla de oro     | 60 kg              |
| 1992               | Varna (Bulgaria)                | Medalla de plata   | 60 kg              |
| 1993               | Melbourne (Australia)           | Medalla de bronce  | 59 kg              |
| 1995               | Cantón (China)                  | Medalla de bronce  | 64 kg              |
| 1996               | Varsovia (Polonia)              | Medalla de plata   | 59 kg              |
| Campeonato Europeo |                                 |                    |                    |
| Año                | Lugar                           | Medalla            | Categoría          |
| 1988               | San Marino (San Marino)         | Medalla de oro     | 60 kg              |
| 1990               | Santa Cruz de Tenerife (España) | Medalla de oro     | 60 kg              |
| 1991               | Varna (Bulgaria)                | Medalla de oro     | 60 kg              |
| 1992               | Loures (Portugal)               | Medalla de plata   | 60 kg              |
| 1993               | Valencia (España)               | Medalla de oro     | 64 kg              |
| 1995               | Beer Sheva (Israel)             | Medalla de oro     | 59 kg              |
| 1996               | Praga (República Checa)         | Medalla de plata   | 59 kg              |
| 1997               | Sevilla (España)                | Medalla de plata   | 59 kg              |
| 1998               | Riesa (Alemania)                | Medalla de bronce  | 58 kg              |